# Lucifero Martini
Lucifero Martini (Firenze, 25 marzo 1916 – Fiume, 10 maggio 2001) è stato uno scrittore, poeta e giornalista della minoranza italiana in Jugoslavia, e successivamente alla dissoluzione di quest'ultima, in Croazia.

## Vita
Nato a Firenze da genitori originari di Pola, trascorse in Istria e a Gorizia gli anni della giovinezza, laureandosi poi in economia all'Università di Trieste.
Arruolatosi nell'esercito italiano nel 1941, nel settembre del 1943 sopravvisse all'eccidio di Cefalonia. Convinto comunista, a gennaio del 1945 aderì al movimento popolare di liberazione della Jugoslavia, capeggiato da Tito. Fin dalla creazione dell'Unione degli Italiani dell'Istria e di Fiume ricoprì delle funzioni di primo piano in tutte le iniziative di carattere culturale, così come nell'organizzazione degli organi di stampa italiani sul territorio istro-quarnerino.
Alla fine della guerra, fu membro della Commissione jugoslava alla conferenza di pace, divenendo stretto collaboratore di Edvard Kardelj e reclamando con forza l'annessione dell'Istria e di Fiume alla Jugoslavia socialista. Contemporaneamente, entrò a far parte della redazione del quotidiano filojugoslavo di Pola "Il Nostro Giornale", che costituì il principale organo di propaganda comunista in città fino all'esodo della quasi totalità della popolazione italiana a seguito della firma del trattato di pace (10 febbraio 1947). Per i suoi scritti violentemente infamanti delle posizioni filoitaliane a Pola, venne condannato a due anni di reclusione (con la condizionale) dalle autorità militari anglo-americane. Successivamente, Martini divenne il primo caporedattore del quotidiano di Fiume "La Voce del Popolo", della cui redazione faceva parte ancora all'epoca della stampa dei primi numeri clandestini, in tempo di guerra. Per lunghi anni, fu anche caporedattore del periodico "Panorama", oltre che cofondatore e redattore della rivista "La Battana".
Martini fu uomo di lettere assai prolifico: si dedicò a svariati generi letterari, dalla poesia alla narrativa, dalla libellistica al giornalismo, non disdegnando nemmeno la produzione di opere teatrali e radiodrammi. Oltre a ciò, fu critico letterario e cinematografico. Grazie alla sua attività di giornalista e letterato nacquero riviste come "Arte e lavoro" e "Orizzonti".
Negli ultimi anni della sua vita, Martini assistette alla distruzione del socialismo jugoslavo e allo sfacelo dello stato plurietnico e socialista cui aveva dedicato l'intera esistenza. Nelle opere poetiche dell'epoca, denunciò la percezione della propria solitudine e della propria impotenza di fronte al presente, confessando la sensazione d'incertezza nei confronti del futuro, visto come poco rassicurante. L'amarezza sostituì quindi la speranza di un futuro migliore: nell'ultimo Martini tornò quindi ancora una volta un tema già affrontato in svariati casi: la giustezza della lotta contro il nazifascismo e l'adesione al credo comunista intesa in senso liberatorio.

## La poetica di Martini
Il percorso poetico di Lucifero Martini affonda le sue radici creative da una parte nella sua esperienza di guerra partigiana nell'ultimo scorcio della seconda guerra mondiale, dall'altra nella completa adesione al credo comunista, assimilato con l'impegno politico immediatamente post bellico. Martini attingerà a questi due filoni lungo tutta la vita, altalenando l'esaltazione di questi temi al ricordo di eventi vissuti, al rammarico per le promesse radiose non mantenute. In questo senso l'opera martiniana può essere considerata come un pendolo, con andamento altalenante fra l'istanza intimistica e riflessiva e quella sociale.
La poetica martiniana è stata spesso abbinata tout court al neorealismo: la descrizione dell'evento è partecipata, quasi il poeta fosse all'interno del quadro stesso:
(L.Martini Sul selciato i morti, in Arte e lavoro, 1949)
In realtà, Martini ben presto si allontanò nella poesia dalla scrittura socialmente impegnata: a partire dal 1955 egli iniziò un percorso di approfondimento dell'interiorità, in un certo senso impressionista. Questo percorso, di lenta maturazione, può dirsi concluso negli anni settanta del XX secolo, con le raccolte Il segno del Mare, La bora spegne il fuoco, Aroma d'alga e Vento sul mare.
(L.Martini, Notte, in Poesia, Edit, Fiume 1964)
Col passare degli anni e la prospettiva dello sfacelo jugoslavo successivo alla morte di Tito, Martini passò anche ad una meditazione critica sulla condizione umana, con un distacco dalla precedente predisposizione neorealistico-positivista: ormai il suo credo ideologico non trovava più riscontro nella comune vita quotidiana e nella realtà politico-storica. In netta antitesi, altre raccolte martiniane ritornarono prepotentemente alle vecchie tematiche, quasi a simboleggiare la difficoltà di Martini di fare i conti con la nuova fase storica nella quale si trovava costretto a vivere, e che lo vide profondamente sconcertato a causa di quello che egli considerò un tradimento dei principi e degli ideali del sistema comunista jugoslavo.
La poesia, benché di denuncia, non cambia il corso della storia: ad un certo punto anche Martini è costretto ad arrendersi. Prende atto che gli uomini e il socialismo in cui aveva creduto con caparbia passione e per cui aveva combattuto erano inesorabilmente in declino. Allora si rivolge al passato, struggendosi nell'intimo nel rivedere i tempi andati in una nuova prospettiva. Il nuovo stato d'animo è chiaramente identificabile nella silloge A colloquio con la città (1987): un continuo dialogo con l'amata Fiume, cui indirizza le sue suggestioni e che alcune volte svolge il ruolo di alter ego del poeta:
(L.Martini Questo dibattere continuo tra ciò, in Colloquio con la città, 1987)
Le ultime prove poetiche di Martini risalgono agli anni novanta, che - sulla scia del crollo del muro di Berlino - sotterrano definitivamente un'epoca: è il colpo di grazia per Martini: l'amarezza sostituisce definitivamente la speranza in un futuro migliore, persa nel gorgo dell'ultimo conflitto balcanico. L'età dell'autore, oramai ottantenne, è tale da indurlo ad un mesto bilancio esistenziale, ravvivato di tanto in tanto dall'estrema rivendicazione della giustezza della lotta contro il nazifascismo. In alcuni rari componimenti, Martini accenna rapidamente anche all'esodo dei fiumani: un tema precedentemente mai trattato, come mai aveva trattato il tema - ora presente in qualche sprazzo - del magro destino della comunità italiana istro-quarnerina:
(L.Martini, Chi siamo?, in L'alba di domani, 1995)

## La narrativa
In trent'anni di attività letteraria, Martini ha prodotto una quindicina fra romanzi brevi e racconti lunghi, ponendosi un obiettivo specifico: raccontare mezzo secolo di vita della comunità nazionale e di storia locale.
Le prime prove di scrittura risalgono al dramma Ritrovarsi liberi, scritto nel 1945 su commissione di Ljubo Drndić per la compagnia teatrale partigiana Otokar Keršovani. Fu il primo dramma in lingua italiana nato nelle file partigiane, ma sfortunatamente il manoscritto andò perso.
Nella sua opera Martini si ispira al passato recente, alla lotta partigiana, che per lui è polo di riferimento fisso per giudicare le deviazioni del presente. L'intento è manifestamente pedagogico, volendo essere un modo di indicare ai connazionali della minoranza italiana in Jugoslavia una chiave di lettura ad un tempo teleologica e ideologica: il futuro degli italiani dell'Istria e di Fiume è indicato nel passato di lotta per la liberazione di queste terre e per la creazione di una nuova società socialista autogestita all'interno della Jugoslavia di Tito. Lo stile narrativo è legato al neorealismo e al verismo, funzionale alle tematiche "impegnate" delle quali Martini si occupa. Viene abbandonata la letteratura di evasione, consolatoria, in favore d'una concezione militante dell'arte, impegnata a trasformare la realtà, non soltanto a descriverla e a narrarla.
Nella letteratura di Martini due elementi emergono continuamente: l'individuo che si muove all'interno della società e di essa esprime dubbi, speranze, certezze, e la memoria, che si rifà ai tempi della guerra di liberazione e ai suoi ideali. Dunque un'attività letteraria al servizio di un progetto politico, apparentemente immune dal contagio delle debolezze umane.

## Martini giornalista, critico e storico
Lucifero Martini ha trascorso oltre trent'anni nei mezzi d'informazione jugoslavi in lingua italiana, dalla carta stampata alla radio, dalla televisione al cinema, producendo centinaia di articoli, saggi, opere di critica letteraria ed artistica.
Nel settore storico, Martini ha al suo attivo due opere di memorialistica: Parlano i protagonisti (1976), dedicato agli "italiani e croati di Fiume che combatterono e morirono per l'affermazione della rivoluzione socialista", e I protagonisti raccontano (1983), in cui Martini propone le testimonianze dei combattenti provenienti dall'Italia che parteciparono alla guerra partigiana in Jugoslavia.

## Premi
Lucifero Martini vinse svariati premi al concorso "Istria Nobilissima", sia nel settore della poesia che in quello della narrativa. Oltre a ciò, nel corso della sua vita ha pure ottenuto numerosi riconoscimenti, quali il "Premio Città di Fiume", il "Premio Drago Gervais" e la "Penna d'oro dell'Associazione giornalisti della Croazia".

## Opere

### Raccolte di poesie
Le poesie di Lucifero Martini si trovano nelle seguenti antologie delle opere premiate al concorso "Istria Nobilissima":
- Nel segno del mare, 1971
- La bora spegne il fuoco, 1973
- Aroma d'alga, 1974
- Vento sul mare, 1975
- L'erba non è ancora verde, 1978
- Anca cussì, 1982
- Tempo nostro, 1987
- Schegge di tempo, 1990
- L'alba di domani, 1995
- L'ultima sponda, 1998

Altre raccolte pubblicate:
- Nuvole in cielo, Fiume 1975
- Somiglianze, Fiume 1982
- Colloquio con la città, 1987

### Romanzi e racconti
Pubblicati nelle antologie di "Istria Nobilissima"
- Giorni di dolore, 1972
- L'ultima paura, 1974
- Il muro della memoria, 1977
- Il ritorno, 1979
- L'ultimo giorno dell'anno, 1983
- Il sentiero, 1985

Pubblicati nella rivista "La Battana":
- L'appuntamento, s.d.

Altri romanzi pubblicati:
- Erba di casa, EDIT, Fiume 1966
- La lunga strada, 1985
- La scelta, EDIT, Fiume 1987 (ripubblicato nel 2007)
- La casa nuova (ed. tradotta in croato), 1987

### Saggi storici
- Parlano i protagonisti, Rovigno 1976
- I protagonisti raccontano, Pola 1983